# Nikola Tasić (cầu thủ bóng đá, sinh 1992)
Nikola Tasić (Kirin Serbia: Никола Тасић; sinh ngày 17 tháng 1 năm 1992), hay còn gọi Nikola D. Tasić là một cầu thủ bóng đá Serbia, đá cho Jagodina.

## Sự nghiệp câu lạc bộ
Sinh ra ở Beograd, Tasić khởi đầu sự nghiệp cùng với Železnik năm 2010. Sau đó anh gia nhập đội bóng Dinamo Vranje, ở lại đến năm 2011, bỏ lỡ vài giai đoạn vì chấn thương. Sau đó anh cũng thi đấu cùng với Balkan Mirijevo, Čukarički, Radnički Nova Pazova và Almeboda Linneryd ở Thụy Điển. Vào mùa hè 2015, Tasić ký hợp đồng với Sloboda Užice. Mùa hè tiếp theo, Tasić ký bản hợp đồng 2 năm với Jagodina.